# Хидрометеоролошка служба у функцији система цивилне одбране
Хидрометеоролошка служба у развијеном систему цивилне одбране има статус организације која својом редовном делатношћу остварује одређене садржаје заштите и одбране. Републички хидрометеоролошки завод Србије је референтна установа са пуном одговорношћу за израду и презентовање прогноза времена и вода, давање упозорења и најава за ванредне и опасне метеоролошке и хидролошке појаве. Основна мисија РХМЗ-а је смањење последица природних катастрофа, а одговоран је и за мерење, осматрање, прикупљање и обезбеђивање података, информација, продуката и услуга које се односе на време, климу и воде, као и на њихову примену у оним људским активностима које су под утицајем атмосферских и сродних појава. На тај начин знатно доприноси заштити становништва, материјалних добара од последица атмосферских појава и догађаја.
Републички хидрометеоролошки завод (РХМЗ) својом непрекидном службом дежурства прати, надгледа, мери и бележи највећи број тих параметара који могу указати на опасности које могу бити узрок настанка ванредне ситуације. Обавља и прогностичке анализе и о томе обавештава надлежне државне институције и информише јавност. У оквиру РХМЗ-а успостављен је метеоролошки и хидролошки осматрачки систем, као део система за рано упозорење од ванредних ситуација. Републички хидрометеоролошки завод је орган државне управе - посебна организација која обавља метеоролошке и хидролошке послове од интереса за Републику Србију. Поред осталог, према Закону о метеоролошкој и хидролошкој делатности обавља послове који су директно или индиректно везани за праћење појава које могу изазвати ванредне ситуације.

## Историјски развој хидрометеоролошке службе у Србији

### Краљевина Србија
По образложеном захтеву проф. Милана Недељковића, Министар просвете и црквених дела др Владан Ђорђевић је о Крстовдану (27. септембра по новом календару) 1888. године донео Уредбу о оснивању јединствене мреже метеоролошких станица у Краљевини Србији. Тада је и основана државна метеоролошка служба у Србији.
Редовна метеоролошка мерења започета су знатно раније. Професор Лицеја Г. Владимир Јакшић је 1. јануара 1848. године у Београду на свом имању на Сењаку почео редовна мерења температуре, влажности, падавина, ветра и ваздушног притиска.
Године 1856, у 20 градова тадашње Србије почела је са радом добро организована мрежа метеоролошких станица, а 1857. било их је 27, што је у то доба представљало најгушћу мрежу у тадашњој Европи. Из тог времена проф. Јакшић је оставио драгоцене податке о колебању водостаја на Сави.
Опсерваторија у Београду, основана је 26. марта 1887. године, и под руководством проф. Милана Недељковића постаје централна установа за прикупљање података из целе Србије.
У августу 1902. године почела је међународна размена шифрованих података и израда прве прогнозе времена. Извештаји о времену и временске прогнозе су се већ од 1912 године објављивале у листу Политика.
Значајан развој метеорологије у Србији настао је доласком академика Павла Вујевића за управника Београдске опсерваторије почетком 20. века. У исто време почиње са радом у области климатологије и академик Милутин Миланковић, један од најпризнатијих научника у свету 20 века. Својм радовима из соларне климе дефинише теорију ледених доба.
За време Првог светског рата, од 1916. до 1918. године, Београдска опсерваторија, па и читава метеоролошка служба Краљевине Србије, је под немачком окупационом командом. Опсерваторијом је руководио познати професор метеорологије из Беча В. Конрад. Захваљујући њему служба је била очувана.

### Краљевина Југославија
У периоду од 1918. до 1941. године, метеоролошка служба Србије, као део метеоролошке службе Краљевине Југославије, била је задужена за рад и мреже метеоролошких станица у Македонији, Црној Гори и делу Далмације. У то време су формиране и метеоролошке станице на ослобођеном Косову и Метохији. Метеоролошка Опсерваторија у Београду постаје сабирни центар за целу Краљевину Југославију.
Метеоролошка служба Краљевине Југославије постаје члан Међународне метеоролошке организације - ИМО,(основане, Брисел 1853. и Беч 1873.године), као претече садашње Светске меторолошке организације, WМО. Наш дугогодишњи представник је био академик Милутин Миланковић.
Оснивањем Хидрографског одсека, при Генералној дирекцији вода 1922. године, обједињује се хидролошка служба Краљевине Срба, Хрвата и Словенаца, и ово се сматра почетком организоване хидролошке службе. Прве водомерне станице су постављене на Сави код Београда 1920, и Дунаву код Смедерева. Прва хидрометријска мерења на водотоцима у Србији су почела да се раде 1923. године. Одмах почиње да функционише и служба извештавања о водостању на рекама у циљу прогнозирања могућих поплава. На захтев Међународне Дунавске Комисије, 1922. године, почиње извештавање за реку Дунав.

### Социјалистичка Федеративна Република Југославија
У току Другог светског рата многе метеоролошке и хидролошке станице су престале са радом, сем Метеоролошке Опсерваторије Београд. Седмог јануара 1947. године Уредбом Владе ФНРЈ основан је Савезни хидрометеоролошки завод (СХМЗ), чиме је обједињена хидрометеоролошка служба на територији целе земље. На позив организатора, представници СХМЗ-а су 22. септембра 1947. године у Вашингтону потписали Конвенцију о оснивању Светске метеоролошке организације (WМО). Конвенција је ступила на снагу 23. марта 1950. године. Метеоролошка служба Краљевине СХС била једна од 45 светских метеоролошких служби, које су оснивачи WМО-а. Тако је настављен континуитет припадности службе матици светских служби, преко Међународне метеоролошке организације ИМО, па до WМО-а.
Новонастале државе из претходне Југославије, отцепљењем (од 1991. године) и стицањем независности, постале су нове чланице WМО-а. Метеоролошка служба СРЈ-а, Државне заједнице Србије и Црне Горе, а сада Републике Србије је наследник оснивачких права WМО-а.
Након престанка са радом СХМЗ-а, априла 2003. године Републички хидрометеоролошки завод Србије, као правни наследник, преузео је све његове обавезе, нарочито у погледу међународне сарадње.

## Републички хидрометеоролошки завод
Републички хидрометеоролошки завод Србије је референтна установа са пуном одговорношћу за израду и презентовање прогноза времена и вода, давање упозорења и најава за ванредне и опасне метеоролошке и хидролошке појаве.

### Организациона структура
На челу РХМЗ Србије налази се директор. За обављање послова из делокруга РХМЗ образоване следеће основне унутрашње јединице:
- Сектор за метеоролошке и хидролошке прогнозе, најаве и упозорења;
- Сектор за метеоролошки осматрачки систем;
- Сектор за хидролошки осматрачки систем и анализе;
- Сектор Националног центра за климатске промене, развој климатских модела и оцену ризика елементарних непогода;
- Сектор за хидрометеоролошки рачунарско-телекомуникацони систем и опште и заједничке послове.

У РХМЗ су, као уже унутрашње јединице изван састава сектора, образоване:
- Центар за одбрану од града;
- Одељење за међународну сарадњу, европске интеграције и односе са јавношћу;
- Група за стручне прописе и инспекцијске послове;
- Група за јавне набавке;
- Група за интерну ревизију.

#### Сектор за метеоролошке и хидролошке прогнозе, најаве и упозорења
Сектор за метеоролошке и хидролошке прогнозе, најаве и упозорења обједињује послове: праћења стања и развоја у области прогнозе времена и вода; ране најаве метеоролошких и хидролошких екстремних појава и елементарних непогода; ваздухопловне метеорологије; планирања развоја и оперативног функционисања хидрометеоролошког система ране најаве и упозорења на територији Србије; обезбеђивања података и информација о стању времена и вода; израде и издавања анализа и прогноза времена и вода и упозорења на временске и хидролошке елементарне непогоде; примене међународних стандарда и извршавање међународних обавеза у области ваздухопловне метеорологије у оквиру научно-техничких програма Светске метеоролошке организације, Европске мреже метеоролошких служби држава чланица Европске уније и директива Европске уније у области заштите од елементарних непогода и ваздухопловне метеорологије; спровођења међународних стандарда и препорука у области ваздухопловних метеоролошких услуга; увођења и одржавања међународних стандарда квалитета; остваривања политике стручног развоја и оспособљавања стручних кадрова у оквиру делокруга; друге послове из делокруга Сектора.
У Сектору за метеоролошке и хидролошке прогнозе, најаве и упозорења, као уже
унутрашње јединице, образују се:
- Национални центар за хидрометеоролошки систем ране најаве и упозорења;
- Одељење за нумеричке прогнозе и софтверску подршку;
- Одсек за радарску и сателитску метеорологију;
- Одсек за прогнозу вода и хидролошке најаве и упозорења.

#### Сектор за метеоролошки осматрачки систем
Сектор за метеоролошки осматрачки систем обједињује послове: праћења стања и у области метеоролошких мерења, контроле и обраде података; планирања развоја и оперативног функционисања метеоролошког осматрачког система на територији Србије; обезбеђивања података и информација о стању времена и климе; обезбеђивања метеоролошких података за потребе међународне сарадње по основу међународних конвенција, програма Светске метеоролошке организације, билатералних споразума и др. и њихове размене; успостављања и одржавања мрежа метеоролошких станица;
организовања и спровођења метеоролошких мерења и осматрања, прикупљања, контроле и обраде података; спровођења међународних стандарда и препорука у области метеоролошких инструмената; остваривања државних еталона метеоролошких елемената; увођења и одржавања међународних стандарда квалитета; успостављања и вођења регистра метеоролошких станица у саставу државних и допунских мрежа станица; остваривања политике стручног развоја и оспособљавања кадрова; развоја, одржавања, ажурирања и заштите база и архива метеоролошких података; израде метеоролошких, климатолошких и аеролошких годишњака; увођења и одржавања међународних стандарда квалитета; остваривања политике стручног развоја и оспособљавања стручних кадрова у оквиру делокруга; друге послове из делокруга Сектора.
У Сектору за метеоролошки осматрачки систем, као уже унутрашње јединице, образују се:
- Одељење за мрежу метеоролошких станица;
- Одељење за контролу, обраду и верификацију уноса метеоролошких података у базу;
- Одељење за аерологију и специјална метеоролошка мерења;
- Метеоролошка лабораторија.

У Одељењу за мрежу метеоролошких станица образују се следеће Метеоролошке станице: „Палић” на Палићу; „Сомбор” у Сомбору; „Кикинда” у Кикинди; „Зрењанин” у Зрењанину; „Банатски Карловац” у Банатском Карловцу; „Велико Градиште” у Великом Градишту; „Смедеревска Паланка” у Смедеревској Паланци; „Сремска Митровица” у Сремској Митровици; „Ваљево” у Ваљеву; „Лозница” у Лозници; „Златибор” на Златибору; „Краљево” у Краљеву; „Крушевац” у Крушевцу; „Ћуприја (град)” у Ћуприји; „Црни Врх” на Црном Врху; „Неготин” у Неготину; „Димитровград” у Димитровграду „Лесковац” у Лесковцу; „Врање” у Врању; „Копаоник” на Копаонику; „Сјеница” у Сјеници; „Крагујевац” у Крагујевцу; „Пожега” у Пожеги; „Зајечар” у Зајечару и „Куршумлија” у Куршумлији.
У Одељењу за мрежу метеоролошких станица образују се следеће Метеоролошке опсерваторије: „Београд” у Београду; „Нови Сад” у Новом Саду и „Ниш” у Нишу.
У Метеоролошким станицама и Метеоролошким опсерваторијама обављају се послови који се односе на: перманентна метеоролошка осматрања, бележење података и извештавање према утврђеним програмима рада; техничку контролу и основну статистичку обраду података према програмима рада приземне копнене синоптичке станице, климатолошке станице, агрометеоролошке станице, специјалних метеоролошких станица, а по утврђеним методологијама и упутствима; координација и контрола рада и старање о исправности рада припадајућег дела мреже обичних климатолошких и падавинских станица; старање о исправности инструмената и опреме; старање о редовном одржавању метеоролошког круга, објекта и плаца метеоролошке станице; вођење евиденције о сарадницима, стручном материјалу, иструментима и извештајима; обраду посебних налога и програма рада као што су специјална и вандредна метеоролошка осматрања и извештавања; друге послове из делокруга метеоролошке станице, односно
метеоролошке опсерваторије.

#### Сектор за хидоролошки осматрачки систем и анализе
Сектор за хидролошки осматрачки систем и анализе обједињује послове који се односе на: обезбеђивање хидролошких података и информација о стању вода за потребе стратешког планирања, утврђивање политика у области вода, за управљање и коришћење вода и заштиту од штетног дејства вода; успостављање, функционисање и развој државне мреже хидролошких станица у складу са међународним стандардима; извршавање програма мониторинга статуса вода; аутоматску аквизицију хидролошких података; успостављање и вођење регистра хидролошких станица у саставу државних и допунских мрежа станица; управљање хидролошким подацима и информацијама у оквиру хидролошког информационог система; одржавања, ажурирања и заштите стручне архиве и базе хидролошких података; примену хидролошких модела за потребе хидролошких анализа; издавања мишљења у поступку прибављања водних услова за објекте који утичу на воде или воде утичу на њих; истраживање режима и биланса површинских и подземних вода; праћење утицаја екстремних метеоролошких, климатских и хидролошких појава на стање површинских и подземних вода; проучавање узајамног утицаја површинских и подземних вода и утицаја климатских промена на режим вода; праћење развоја и примена нових стандарда и метода мерења, осматрања, бележења и моделирања режима површинских и подземних вода; обезбеђење спровођења програма међудржавне водопривредне и хидролошке сарадње у складу са међудржавним споразумима и конвенцијама; обезбеђење спровођења програма Светске метеоролошке организације, међународних пројеката и програма у области хидрологије; увођење и одржавање међународних стандарда квалитета; утврђивање и остваривање политике стручног усавршавања кадрова у области хидрологије; стратешко планирање развоја хидролошке делатности; друге послове из делокруга Сектора.
У Сектору за хидролошки осматрачки систем и анализе као уже унутрашње јединице
образују се:
- Одељење за мрежу хидролошких станица;
- Одељење за хидролошке анализе;
- Одељење за подземне воде.

У Одељењу за мрежу хидролошких станица образују се уже унутрашње јединице: Хидролошка рејонска станица „Београд” у Београду, Хидролошка рејонска станица „Нови Сад” у Новом Саду, Хидролошка рејонска станица „Ниш” у Нишу, Хидролошка рејонска станица „Краљево” у Краљеву, Хидролошка рејонска станица „Ваљево” у Ваљеву.

#### Сектор Националног центра за климатске промене, развој климатских модела и оцену ризика елементарних непогода
Сектор Националног центра за климатске промене, развој климатских модела и оцену ризика елементарних непогода обједињује послове: праћења стања и развоја у области мониторинга и истраживања узрока промена климе, прогнозирања и оцене утицаја климатских промена; обезбеђивања података и информација о клими и климатским променама у Србији и региону Југоисточне Европе; израде и издавања климатских анализа, прогноза и упозорења на климатске аномалије и екстреме; израду биометеоролошке прогнозе и биометеоролошких саветодавних упозорења; оперативне агрометеорологије - методолошке и оперативне послове везане за специјална агрометеоролошка осматрања, редовну обраду и анализу података ових осматрања и израду годишњака; праћења и анализе утицаја метеоролошких и климатских услова на пољопривреду и издавање агрометеоролошких билтена, анализа, прогноза, упозорења, извештаја и елабората; обезбеђивања функционисања и унапређења система за мониторинг суше у оквиру регионалних система; примене агрометеоролошких модела; анализе агроклиматског потенцијала територије Србије, њене рејонизације и израде агроклиматских студија; утврђивања ризика штете у пољопривреди која је прозрокована метеоролошким појавама; процене и праћања утицаја промена климе на пољоприведу у Србији; истраживања екстремних климатских појава, оцену ризика метеоролошких елементарних непогода и израду мапа ризика применом ГИС технологије; истраживања климатских промена, рањивости и капацитета адапатације на измењене климатске услове; анализе утицаја времена, климе и климатских промена на здравље људи; обезбеђивања примене међународних стандарда и методологија у области климатских промена; развоја, верификације и примене климатских модела; повезивања са регионалним климатским центрима и органима међународних конвенција и протокола о промени климе и извршавања других међународних обавеза у оквиру делокруга; информисање јавности у области климатских промена; планирања развоја, организације и обезбеђења рада и извршавања оперативних, развојно-истраживачких и координационих функција Подрегионалног центра за климатске промене за Југоисточну Европу у складу са регулаторним документима Светске метеоролошке организације; покретања иницијатива за израду и координирање реализације националних и подрегионалних акционих планова, програма и пројеката у области климатских промена и примењене климатологије; израде и објављивања периодичних климатских научно-техничких извештаја, прегледа и подлога за националне извештаје у области климатских промена; истраживање потенцијала обновљивих извора енергије ветра и сунчевог зрачења; проучавање утицаја ветра, оптерећење снега и леда на објекте; израду и новелирање атласа климе Србије, климатских студија, елабората, информација и мишљења по захтеву државних органа, правних и физичких лица; праћење и испитивање електричних пражњења у Србији; увођења и одржавања међународних стандарда квалитета; остваривања политике стручног развоја и оспособљавања стручних кадрова у оквиру делокруга; друге послове из
делокруга Сектора.
У Сектору Националног центра за климатске промене, развој климатских модела и оцену ризика елементарних непогода, као уже унутрашње јединице образују се:
- Одељење за мониторинг климе и климатске прогнозе;
- Одељење за процену ризика климатских промена и развој климатских модела;
- Одељење за примењену климатологију и агрометеорологију;
- Центар за анализе и ране најаве екстремних климатских појава и оцену ризика елементарних непогода „Нови Сад”;
- Центар за анализе и ране најаве екстремних климатских појава и специјална метеоролошка мерења „Ниш”.

#### Сектор за хидрометеоролошки рачунарско-телекомуникациони систем и опште и заједничке послове
Сектор за хидрометеоролошки рачунарско-телекомуникациони систем и опште и заједничке послове обједињује послове: оперативног укључивања и функционисања Републичког хидрометеоролошког завода као Националне хидрометеоролшке службе Републике Србије у међународним хидрометеоролошким информационим системима Светске метеоролошке организације, Европског центра за средњорочне прогнозе времена, Европске организације за експлоатацију метеоролошких сателита, оперативним хидрометеоролошким системима Европске уније (Метеоаларм ЕУ, Систем ране најаве поплава ЕУ, Радарска мрежа ЕУ, и др.); развоја и оперативног функционисања хидрометеоролошког телекомуникационог система на територији Републике Србије као дела система заштите од елементарних атмосферских и хидролошкох непогода и катастрофа; оперативне међународне размене метеоролошких, климатских и хидролошких података и информација о прекограничном радиоактивном акцидентном загађивању ваздуха; обезбеђивања, одржавања, ажурирања и заштите база и архива метеоролошких и хидролошких података прикупљених из националног осматрачког система и међународне размене; одржавања објеката, опреме, метеоролошких и хидролошких инструмената и метеоролошких радара; примене међународних стандарда и извршавања осталих међународних обавеза у области хидрометеоролошких информационих система у процесу европских интеграција; спровођење законских и подзаконских прописа из области безбедности и израду плана одбране и заштите имовине и лица; правне послове: израду уговора, правилника, одлука, наредби, упутстава, решења и других аката из делокруга Завода; кадровске послове; кадровске послове; административне послове писарнице и архиве; израду финансијског плана Завода и праћење његове реализације; израду периодичних и годишњих обрачуна и финансијских извештаја; обрачун плата, накнада и других примања државних службеника и намештеника; обрачун средстава за материјалне трошкове, инвестициона улагања и њихова реализација; књижење и вођење финансијско – материјалног књиговодства, финансијско – материјалне послове у реализацији јавних набавки; пријем, чување и складиштење робе; увођење и одржавања међународних стандарда квалитета; остваривања политике стручног развоја и оспособљавања стручних кадрова у оквиру делокруга; друге послове из делокруга Сектора.
У Сектору за хидрометеоролошки рачунарско-телекомуникациони систем и опште и заједничке послове, као уже унутрашње јединице образују се:
- Одељење за хидрометеоролошки рачунарско-телекомуникациони систем;
- Одељење за техничку инфраструктуру и одржавање објеката;
- Одељење за опште, правне и финансијско-материјалне послове.[3]

### Услуге које РХМЗ пружа и документа која издаје
Корисници података и услуга РХМЗ су грађани, привредни субјекти, државни органи и органи јединица територијалне аутономије и јединица локалних самоуправа. Корисници од РХМЗ могу добити метеоролошке, климатске и хидролошке податке и информације о стању и прогнози времена, климе и вода; периодичне метеоролошке, климатолошке, агрометеоролошке и хидролошке извештаје и годишњаке; најаве и упозорења о екстремним метеоролошким, климатским и хидролошким појавама и елементарним непогодама и катастрофама.
У складу са Законом о метеоролошкој и хидролошкој делатности, РХМЗ пружа и стручне
услуге које се нарочито односе на:
- програме мониторинга (успостављање сталних и привремених метеоролошких и хидролошких станица);
- осматрање водостаја површинских вода и мерење нивоа и температуре,
- мерење протока и поља брзина у различитим хидирауличким и морфолошким условима;
- специјалне обраде података, статистичке и стохастичке анализе осмотрених и измерених метеоролошких и хидролошких података;
- метеоролошке, климатске и хидролошке анализе, прогнозе и студије по посебним захтевима;
- израду хидролошких студија, анализа, и прорачуна за потребе хидролошких основа за поједине сливове и подручја;
- студије климатских промена за потребе оцене рањивости и израду стратегија адаптације на климатске промене;
- студије обновљивих извора енергије (енергија сунца, ветра и хидроенергетски потенцијал);
- проверу техничке исправности и еталонирање метеоролошких мерила.

Висину накнаде за пружене услуге прописује Влада у складу са Законом о метеоролошкој и хидролошкој делатности на основу Уредбе о утврђивању накнаде за пружање услуга из области метеоролошке и хидролошке делатности. Документа која РХМЗ издаје према Закону о водама и Закону о планирању и изградњи
заинтересованим лицима су:
- стручна мишљења у поступку добијања водних услова;
- хидрометеоролошки услови у поступку израде планске документације.[4]

### Опис надлежности, овлашћења и обавеза
Надлежности, обавезе и овлашћења РХМЗ као и начин њиховог извршавања произилазе превасходно из Закона о метеоролошкој и хидролошкој делатности, Закона о министарствима, Закона о одбрани од града, Закона о ванредним ситуацијама, Закона о водама, Закона о ваздушном саобраћају, Закона о заштити животне средине, Закона о државној управи, потврђених међународних уговора и других законских и подзаконских аката. Надлежности, обавезе и овлашћења РХМЗ прецизно су регулисане Законом о метеоролошкој и хидролошкој делатности и подзаконским актима донетим на основу тог закона, као и Законом о одбрани од града. Узимајући у обзир законске надлежности, обавезе и овлашћења РХМЗ, односно националне прописе и међународне споразуме и уговоре за чије је спровођење надлежан, или учествује у њиховој имплементацији у сарадњи са другим органима, као и релевантне националне, међусекторске и секторске стратегије, дефинисани су дугорочни и средњорочни општи и специфични циљеви РХМЗ, и усвојен Програм рада за 2018. годину.
Основне компоненте Програма рада за 2018. годину су: Програм метеоролошких и
хидролошких послова од интереса за Републику Србију и Програм заштите од града, који
обухватају:
- Развојно-истраживачке и оперативне активности у области метеорологије;
- Развојно-истраживачке и оперативне активности у области хидрологије;
- Развојно-истраживачке и оперативне активности у области климатских промена;
- Развојно-истраживачке и оперативне активности у области одбране од града;
- Међународну сарадњу и спровођење међународних стандарда у области метеорологије, хидрологије, климатских промена и вештачке модификације времена;
- Правне, инспекцијске, финансијско материјалне послове, послове интерне ревизије, обуке кадрова, одржавања опреме, уређаја, инструмената, возила и реконструкције и одржавања објеката.

## Систем осматрања и обавештавања
Основна функција система одбране је да уочава и идентификује проблеме виталних вредности и да их што ефикасније штити. Ради правовременог откривања свих врста опасности организује се систем осматрања и обавештавања који омогућава успешно интервентно деловање којим се ублажавају или елиминишу испољени носиоци угрожавања безбедности државе. Овај систем чине служба осматрања и обавештавања (Служба ОиО), предузећа и друге организације о органи који се у оквиру своје делатности баве осматрањем одређених појава у областима хидрометеорологије, сеизмологије, саобраћаја, здравства, пољопривреде, електропривреде и друге области.
Систем осматрања и обавештавања је тако организацијски постављен да својим сегментима покрива одређену територију и омогућава правовремено откривање опасности у миру и рату, а од његовог доброг функционисања зависи благовремено обавештавање и узбуњивање, као и ефикасно управљање акцијама заштите и спасавања.
Сектор за ванредне ситуације Министарства унутрашњих послова и његове организацијске целине (одељења за ванредне ситуације) носиоци су организације система осматрања и обавештавања на територији Републике Србије. Државни органи, предузећа и друга правна лица која се у оквиру својих редовних делатности баве осматрањем и утврђивањем одређених појава, обавезни су да Служби ОиО достављају податке значајне за цивилну одбрану и заштити у заједно са њом чине наведени систем.

### Хидрометеоролошки информациони систем
Хидрометеоролошки информациони систем састоји се од осматрачког система, система за пренос података и аналитичко-прогностичког система за обраду података. Целокупан систем за осматрање и мерење подељен је на хидролошки и метеоролошки осматрачки систем у оквиру којих су дефинисане поједине мреже станица према програму осматрања и мерења.
Хидролошки осматрачки систем сачињавају мреже:
- станица за подземне воде
- станица за квалитет вода.

Метеоролошки осматрачки систем сачињавају мреже:
- синоптичких станица (мерење и осматрање метеоролошких параметара за потребе метео бдења);
- климатолошких станица (за потребе истраживања климе и дугорочних климатских промена које настају као резултат перманентних емисија загађујућих супстанци у атмосферу);
- агрометеоролошких станица (утицај времена на вегетацију и пољопривредну производњу);
- станица за квалитет ваздуха (систематско праћење параметара квалитета ваздуха, укључујући и параметре за дефинисање динамике кретања ваздушних маса у атмосфери).[5]

## Систем цивилне одбране
У свету, па и у нашој земљи, систем одбране има своју важну улогу у ванредним ситуацијама. Систем одбране је један од подсистема националне безбедности који у узајамном садејству са другим државним системима треба да обезбеди заштиту националних интереса и вредности. Стратегијом националне безбедности Републике Србије, дефинисано је да се систем националне безбедности може посматрати у ужем и ширем смислу. У ужем смислу чине га: систем одбране, снаге Министарства унутрашњих послова, безбедносно-обавештајни систем и привремено формирани органи и координациона тела за поједине кризе, док га у ширем смислу чине највиши органи законодавне, извршне и судске власти: Народна скупштина Републике Србије, председник Републике Србије, Савет за националну безбедност, Влада, судови и тужилаштва. У условима проглашене ванредне ситуације сви поменути подсистеми имају своју улогу која је законом дефинисана.
Структурално посматрано, основни елементи и подсистеми система одбране су:
- органи управљања;
- оружане снаге (војска, полиција, снаге за обезбеђење државне границе и сл.);
- обавештајне и безбедносне службе или агенције;
- снаге цивилне одбране и цивилне заштите и
- национална логистика система одбране.[6]

У условима проглашене ванредне ситуације систем одбране ангажује се кроз цивилну заштиту која се организује, припрема и спроводи као систем заштите и спасавања људи, животиња, материјалних и културних добара, од елементарних непогода, техничко-технолошких несрећа и катастрофа, последица тероризма, ратних и других већих несрећа.
Према Стратегији одбране Републике Србије, структуру система њене одбране чине: органи законодавне и извршне власти, Војска Србије, цивилна одбрана и други субјекти значајни за одбрану. Одбрану чине војна и цивилна одбрана, где је према последњим изменама Закона о одбрани дефинисано да је војна одбрана усмерена на припреме за одбрану и одбрану Републике Србије употребом Војске Србије, а да је цивилна одбрана усмерена на: припреме за одбрану и одбрану Републике Србије не војним средствима; обезбеђивање успешног функционисања државних органа, органа аутономних покрајина и јединица локалне самоуправе, привредних друштава и других правних лица, заштите и спасавања и обезбеђења услова за живот и рад грађана и задовољења потреба снага одбране у ванредном и ратном стању. Стратегијом одбране Републике Србије дефинисане су мисије цивилне одбране. То су: обезбеђивање претпоставки за функционисање система одбране, заштита и спасавање, и учешће у међународним операцијама заштите и спасавања.

### Одбрана од поплава
Заштита и спасавање од поплава и других несрећа на води и под водом обухвата планирање, изградњу, одржавање и ојачавање оштећених објеката за заштиту од поплава, осматрање и извиђање стања водостаја, узбуњивање, планирање и спровођење евакуације становништва и материјалних добара из угрожених подручја, планирање и обезбеђење превожења и прелаза преко река и језера, одстрањивање воде из поплављених објеката, проналажење и извлачење настарадлих и утопљених, збрињавање угроженог становништва и санирање последица изазваних поплавама.
Републички хидрометеоролошки завод и надлежни републички и покрајински орган за водоприреду и јавна водопривредна предузећа, сходно извештајима и прогнозама, обавештавају надлежну службу и надлежне штабове за вандредне ситуације о нивоима водостаја, проглашеној фази одбране, развоју ситуације и мерама које предузимају. Уколико је одбрамбена линија угроженна високим водостајем или дође до превазилажења критичног водостаја за који је одбрамбени систем димензионисан, надлежни штаб за ванредне ситуације предузима мере непосредне одбране од поплава и предлаже проглашење вандредне ситуације.
Надлежни штаб за ванредне ситуације може се укључити у активности заштите од поплава пре проглашења ванредне ситуације, ако је на основу процењеног ризика то потребно. У заштити и спасавању људи, материјалних и културних добара и животне средине од поплава: органи и организације надлежни за водопривреду, надлежна служба и друге организационе јединице Министарства, јединцие цивилне заштите, овлашћена и оспособљена правна лица и друге оспособљене организације, грађани и други субјекти чија је имовина угрожена поплавом, а по потреби и Војска Србије. Одбрану од поплава на неуредним водотоковима вам система редовне одбране водопривредних предузећа, планирају и спроводе јединице локалне самоуправе, надлежни орган и штабови за ванредне ситуације и правна и физичка лица чија је имовина угрођена од ових поплава.
Један од најефикаснијих начина одбране од поплава је предвиђање појаве великих вода. У наведене сврхе користе се следећи методи:
- Статистички метод (заснован на статистичкој обради података и рачуну вероватноће);
- Емпиријски метод (посматра велике воде као функцију површине слива);
- Плувиометријски метод (базиран на одређивању максималних могућих падавина).

Статистичка метода заснована је на рачуну вероватноће, којим се долази до криве честине великих вода, односно долази се до података када ће се јавити велика вода одређеног водостаја и са коликом вероватноћом. Метод претпоставља период од 30 до 35 година, тј. лонгитудинално истраживање појава у прошлости (метод серија) како би се предвидела појава у будућности. Рачунским путем се на основу највиших водостаја за сваку годину добијају потенцијалне максималне вредности које се могу јавити једном у 10.000 година, 1.000 година, 100 година и све до 1 године.
У оквиру Републичког хидрометеоролошког завода постоји одељење за хидролошке прогнозе, које прати и прикупља податке хидролошких осматрања (водостај, температура воде и стање леда) са 56 извештајних станица у земљи и 50 станица из подунавских земаља. Завод припрема и доставља податке податке у сагласности са међународним стандардима и обавезама које се односе на размену података, издаје хидролошке прогнозе за опасне појаве на рекама (поплавни талас, нагомилавање леда итд.).
Прикупљање података се једним делом врши са новопостављених станица путем радио сигнала, а са 25 станица којке су опремљене уређајима за регистровање водостаја дигиталним записом путем ГСМ мреже. Међународна размена хидролошких података се врши преко ГТС-а Светске Метеоролошке организације. Извештаји о водостају се објављују на Радио Београду 1 у 12 часова у складу са Конвенцијом о режиму пловидве на Дунаву, док се размена за потребе одбране од поплава и леда врши са Мађарском и Румунијом. Применом хидролошких прогностичких модела свакодневно се издају вишедневне прогнозе протицаја или нивоа воде за 19 профила на Дунаву, Тиси, Сави и Великој Морави меродавних за одбрану од поплава. За кључне профиле на Тамишу, Колубари и Млави прогнозе се дају само у периоду велких вода и поплава.
У циљу заштите од поплава организује се редовна и ванредна одбрана. Почетни водостај се одређује за сваку станицу. Ванредно стање је када се ниво воде издигне 1 метар испод највећег забележеног водостаја, а очекује се и даље пораст воде, а и то критични водостај, после кога долази до катастрофалног изливања. За све токове дуже којих се спроводи одбрана од поплава, потребно је извршити процену времена најаве, односно расположивог времена за предузимање оперативних мера тј. акција и операција заштите и спасавања. Наведено време представља период од момента издавања прогнозе или упозорења, до момента наступања прогнозиране величине (формирање вршног протицаја поплавног таласа на конкретном профилу водотока).
Пре издавања прогнозе или упозореања за шири геопростор се издаје претходно упозорење под којим се подразумева благовремена информација о наступању хидрометеоролошких услова, који могу изазвати интензивне порасте водостаја на рекама, са квантитативним оценама очекиваних појава (нагло отапање снежног покривача, обилне падавине, интензивни пораст водостаја итд.). За водотоке, чији су сливови претежно у нашем државном геопростору, могу се издати на бази метеоролошких прогноза (претнодна упозорења за наредних 24-48 часова) или на бази радарских осматрања и извештаја са хидролошких и падавинских станица- упозорења у наредних 6 часова, која би се доста достављала субјектима одбране од поплава у циљу предузимања мера предвиђених плановима одбране од поплава. Степен благовремености зависи од кадровске, техничке и организационе оспособљености радарских центара да пружају наведене информације, затима да хидролошке станице имају могућност за аутоматску аквизицију података и вршење и достављање ванредних осматрања, да постоје хидролошки прогностички модели, методе и зависности за све хидролошке станице, као и да постоји информационо-телекомуникациони систем између метеоролошке, радарске службе, службе прогнозе вода и субјекта система заштите и спасавања.
Код водотока који дотичу геопростор Србије и ако је време подизања таласа великих вода веће од два дана, за прогнозу се користе информације са иностраног геопростора, добијене међународне и билатералне размене путем ГТС-а и прего Интернета. Уколико је време подизања таласа великих вода мање од два дана, могу се издати само упозорења на основу радарских осматрања и претходних упозорења која се издају на основу метеоролошких прогноза. Када су у питању мали водотоци, најава поплава није могућа на бази података осматрања на хидролошким или метеоролошким станицама, већ се мора заснивати на радарским мерењима падавина и на ефикасном раду метеоролошке службе. У ту категорију сврставају се деонице водотока дуж којих се спроводи одбрана од поплава, лоциране у чеоном делу мањих хидролошки изучених сливова, као и велики број малих, хидролошки неизучених водотока.

### Одбрана од града
Законом о министарствима донетим 11. марта 2011. године послови противградне заштите су пренети у надлежност Министарства унутрашњих послова Републике Србије. У складу са одредбама овог Закона, Сектор за одбрану од града Републичког хидрометеоролошког завода преузет је од стране Министарства унутрашњих послова - Сектора за ванредне ситуације априла 2011. године. Информације о радарским метеоролошким осматрањима која се врше на радарским центрима противградне заштите, објављују се у складу са Законом о метеоролошкој и хидролошкој делатности на сајту РХМЗ.
Основни задатак овог сектора је оперативно спровођење одбране од града, даљи развој методологије, као и развој осталих видова вештачког утицаја на време – растурања прехлађених магли и повећања количине падавина. Републички хидрометеоролошки завод одбрану од града спроводи од 1967. године, а на основу методологије засноване на светским научним сазнањима из области модификације времена. Систем одбране од града модерним, аутоматизованим метеоролошким радарима перманентно прати облачност на територији Србије током целе године, а одбрану од града оперативно спроводи у периоду од 15. априла до 15. октобра.
Оперативно одељење стара се о несметаном спровођењу одбране од града, исправности техничке опреме и мреже противградних станица на Радарским центрима, снабдевености Радарских центара противградним ракетама. У току сезоне одбране од града у Одсеку за контролу лета прибавља се одобрење за дејство на градоносне облаке од стране Обласне контроле лета и прикупљају извештаји са Радарских центара. Основни задатак овог сектора је оперативно спровођење одбране од града, даљи развој методологије, као и развој осталих видова вештачког утицаја на време – растурања прехлађених магли и повећања количине падавина. Информације се добијају из мреже радарских центара распоређених по целој територији: Бајша, Фрушка гора, Самош, Ваљево, Букуља, Петровац, Црни Врх, Ужице, Бешњаја, Крушевац, Ниш, Сјеница, Кукавица, Приштина, Клина. У Одсеку за анализу и контролу дејства врши се анализа, контрола и архивирање свих података прикупљених у систему одбране од града, састављање и достава извештаја корисницима о спроведеним дејствима на градоопасне облаке. Одсек за методологију дејства бави се како даљим развојем методологије одбране од града, тако и развојем других видова вештачког утицаја на време, као што су повећање количине падавина и растурање магле. Методологије су засноване на светским научним сазнањима из те области. У овом Одсеку врши се и редовна контрола активности реагенса који се користи у систему одбране од града. Задатак Одсека за развој радарске мреже и продуката је унапређење методологије радарских мерења и осматрања, радарских критеријума за дејтво, коришћења продуката Доплерових и двојно-поларизационих радара.

### Одбрана од суше
Суша је дефинисана као природни феномен који настаје када падавине значајно одступају од нормалних вредности и изазивају озбиљне промене у хидролошком билансу који штетно утичу на земљишне продукционе системе. Перманентно праћење свих релевантних параметара (падавине, температура, инсолација, ветар, евапорација, влажност земљишта, протицаји река, нивои подземних вода, итд), у оквиру оперативног система метеоролошких и хидролошких осматрања Републичког хидрометеоролошког завода, омогућава да се благовремено сагледају прве индиције о могућој појави сушног периода. Имајући у виду карактеристике успореног наступа и ширења суше, праћење поменутих хидрометеоролошких параметара и израда одговарајућих аналитичко - прогностичких продуката и информација (временске прогнозе, агрометеоролошке информације и упозорења) у оквиру оперативног система мониторинга и прогнозирања стања времена, климе и вода, и оцене утицаја временских и климатских чинилаца на стање пољопривредних усева, служи као основа за доношење одлука у погледу предузимања могућих мера за ублажавање непогодних утицаја суше.
у оквиру припремних активности за борбу против суше (а које треба да повећају ниво оперативне оспособљености за реаговање у случају наступа суше) потребно је одабрати најпогодније индикаторе суше који би се користили у оперативном раду. Ради веће сигурности у процени, препоручљиво је да се усвоји и истовремено користи више индикатора суше нпр: децили, Палмеров индекс јачине суше - ПДСИ, Стандардизовани падавински индекс - СПИ.
У том контексту, за процену појаве суше у Србији и перманентно сагледавање развоја процеса суше у свим производним регионима, поред уобичајеног праћења одступања падавина од просека за различите временске интервале, коришћени су индекси ПДСИ и СПИ. Први базира на месечним прорачунима промена залиха воде у земљишту, евапотранспирације и отицаја, а за прорачун другог од наведених индекса користе се кумулативне суме падавина, почев од једног месеца, па до 12 или више месеци. У оба случаја, појава негативне вредности означава почетак наступа суше, а позитивне вредности означавају њен завршетак. Интензитет суше је одређенна основу величине добијених негативних вредности разматраних индекса. Обзиром да се за одређивање Палмеровог индекса као улазни подаци користе месечне (као и недељне као и декадне) вредности температуре ваздуха и количине падавина, а за Стандардизовани падавински индекс само подаци о падавинама, планирано је да се у оперативан рад РХМЗ уведе и прогнозирање ових индикатора суше на бази краткорочних, средњорочних и дугорочних прогноза температуре и падавина. При томе би свакако поузданост прогнозе наведених индекса суше у највећој мери зависило од поузданости прогнозираних вредности температуре ваздуха и падавина као уланих параметара.
Према досадашњим резултатима истраживања, подручије Србије је изложено честим појавама суше, нарочито током топлије половине године, али нису ретки случајеви када падавине и током зиме не обезбеђују довољне резерве воде у земљишту за успешан старт вегетације пролећних култура. Оперативни системи хидрометеоролошких осматрања праћења и прогнозирања стања времена, климе и вода и оцене утицаја временских и климатских чинилаца на стање земљишта, пружају добру основу за комплексно праћење појаве суше, оценом њеног интензитета и просторних размера. Савремена достигнућа у погледу оперативне израде средњорочних, дурогочних и сезонских климатских прогноза могу значајно допринети унапређењу система ране најаве суша и других екстремних временских и климатских појава од значаја за предузимање потребних мера за ублажавање неповољних утицаја суше.